# André Fomitschow
André Fomitschow (Dresden, 7 september 1990) is een Duits voetballer die doorgaans als linksback of linksbuiten speelt.

## Carrière

### Duitsland
Fomitschow doorliep de jeugdopleiding van VfL Wolfsburg en speelde drie seizoenen voor het tweede team in de Regionalliga Nord. Daar was hij voornamelijk linksbuiten en in het seizoen 2011/12 scoorde hij 17 keer in 31 wedstrijden. In 2012 debuteerde hij voor Fortuna Düsseldorf in de Bundesliga maar verder speelde hij voor het tweede team in de Regionalliga West. In januari 2013 werd hij voor anderhalf jaar verhuurd aan Energie Cottbus dat uitkwam in de 2. Bundesliga. Daar werd hij ook veel als linksback gebruikt. Van 2014 tot 2016 speelde Fomitschow voor 1. FC Kaiserslautern dat eveneens uitkwam in de 2. Bundesliga.

### N.E.C.
In 2016 stapte hij samen met Fabian Gmeiner over naar N.E.C., dat grondig op zoek was naar een nieuwe linksback. Hij tekende in Nijmegen een contract voor de rest van het seizoen. In de met 4-0 verloren wedstrijd tegen PSV op 10 september debuteerde Fomitschow voor N.E.C. Op 28 mei 2017 degradeerde Fomitschow met N.E.C. naar de Eerste divisie.

### Hajduk Split
In juni 2017 tekende de transfervrije Fomitschow een contract bij HNK Hajduk Split. Daar liep zijn contract medio 2019 af.

## Clubstatistieken

### Senioren
| Seizoen | Club                 | Competitie    | Competitie | Competitie | Beker | Beker | Internationaal | Internationaal | Overig | Overig | Totaal | Totaal |
| Seizoen | Club                 | Competitie    | Wed.       | Dlp.       | Wed.  | Dlp.  | Wed.           | Dlp.           | Wed.   | Dlp.   | Wed.   | Dlp.   |
| ------- | -------------------- | ------------- | ---------- | ---------- | ----- | ----- | -------------- | -------------- | ------ | ------ | ------ | ------ |
| 2012/13 | Fortuna Düsseldorf   | Bundesliga    | 1          | 0          | 0     | 0     | 0              | 0              | 0      | 0      | 1      | 0      |
| 2012/13 | Energie Cottbus      | 2. Bundesliga | 14         | 1          | 0     | 0     | 0              | 0              | 0      | 0      | 14     | 1      |
| 2013/14 | Energie Cottbus      | 2. Bundesliga | 20         | 0          | 1     | 0     | 0              | 0              | 0      | 0      | 21     | 0      |
| 2014/15 | 1. FC Kaiserslautern | 2. Bundesliga | 11         | 0          | 3     | 0     | 0              | 0              | 0      | 0      | 14     | 3      |
| 2015/16 | 1. FC Kaiserslautern | 2. Bundesliga | 13         | 0          | 0     | 0     | 0              | 0              | 0      | 0      | 13     | 0      |
| 2016/17 | N.E.C.               | Eredivisie    | 25         | 0          | 1     | 0     | 0              | 0              | 1      | 0      | 27     | 0      |
| 2017/18 | Hajduk Split         | 1.HNL         | 20         | 1          | 4     | 1     | 0              | 0              | 0      | 0      | 24     | 2      |
| 2018/19 | Hajduk Split         | 1.HNL         | 16         | 0          | 3     | 0     | 4              | 0              | 0      | 0      | 23     | 0      |
| Totaal  |                      |               | 120        | 2          | 12    | 1     | 4              | 0              | 1      | 0      | 137    | 3      |

Bijgewerkt tot en met 6 maart 2024

### Beloften
| Seizoen | Club                  | Competitie           | Competitie | Competitie |
| Seizoen | Club                  | Competitie           | Wed.       | Dlp.       |
| ------- | --------------------- | -------------------- | ---------- | ---------- |
| 2009/10 | VfL Wolfsburg II      | Regionalliga Nord    | 14         | 1          |
| 2010/11 | VfL Wolfsburg II      | Regionalliga Nord    | 22         | 3          |
| 2011/12 | VfL Wolfsburg II      | Regionalliga Nord    | 31         | 17         |
| 2012/13 | Fortuna Düsseldorf II | Regionalliga West    | 9          | 3          |
| 2012/13 | Energie Cottbus II    | Regionalliga Nordost | 1          | 2          |
| 2013/14 | Energie Cottbus II    | Oberliga Nordost     | 1          | 0          |
| 2014/15 | FC Kaiserslautern II  | Regionalliga Nord    | 1          | 0          |
|         |                       | Totaal               | 79         | 26         |

Bijgewerkt t/m seizoen 2014/15